# Soleymieu
Soleymieu település Franciaországban, Isère megyében. Lakosainak száma 849 fő (2022. január 1.). Soleymieu Courtenay, Salagnon, Sermérieu, Siccieu-Saint-Julien-et-Carisieu, Trept és Arandon-Passins községekkel határos.

## Népesség
A település népessége az elmúlt években az alábbi módon változott:
| Lakosok száma | 277  | 377  | 434  | 660  | 747  | 776  | 777  | 797  | 810  | 849  |
|               | 1968 | 1982 | 1990 | 2006 | 2013 | 2015 | 2017 | 2019 | 2020 | 2022 |